# مدرسة برمانا الثانوية

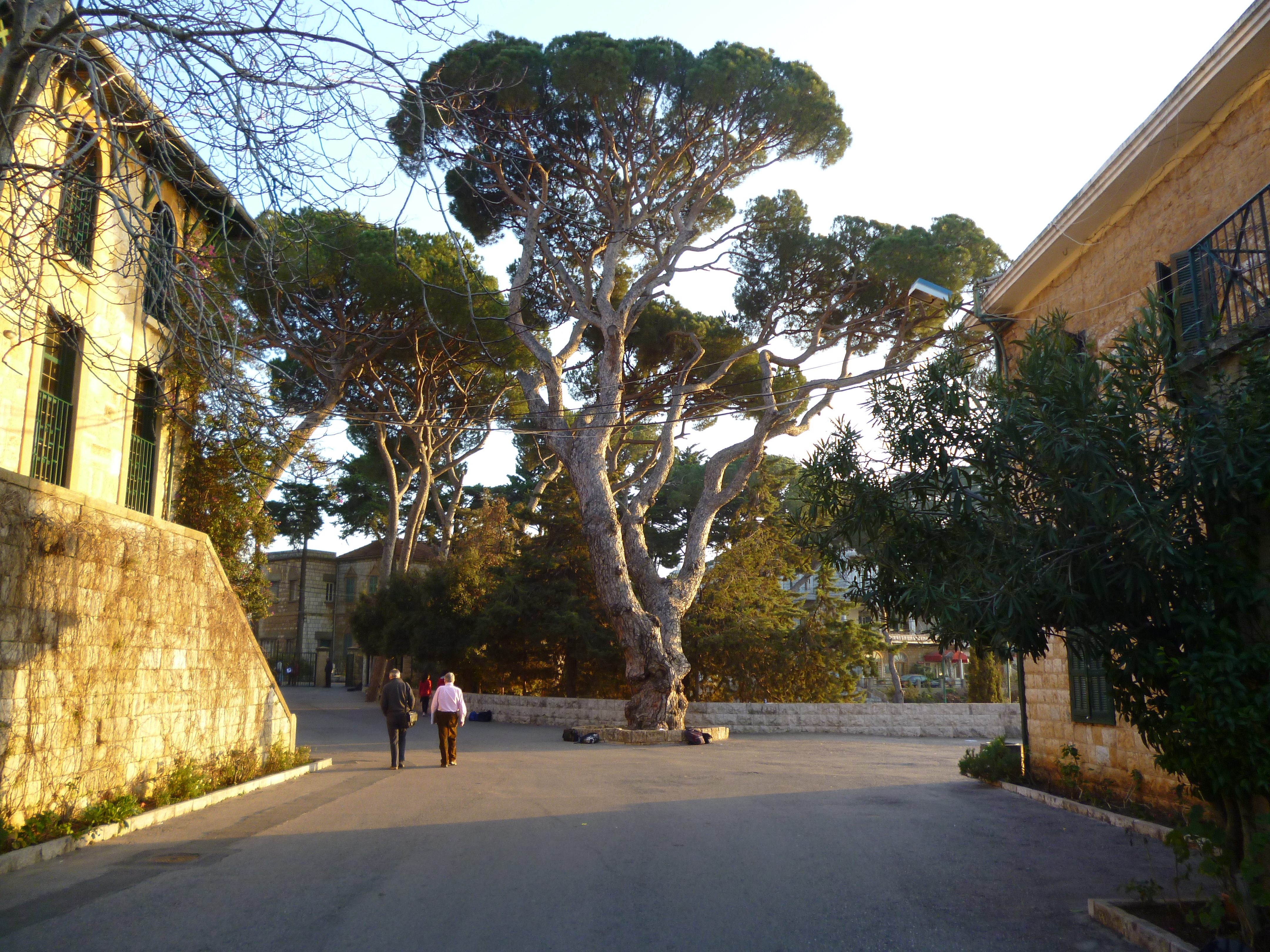
مدرسة برمانا الثانوية

مدرسة برمانا الثانوية ((بالإنجليزية: Brummana High School)‏)، هي مدرسة ثانوية في لبنان. تقع في قرية برمانا في جبل لبنان شرقي العاصمة بيروت.

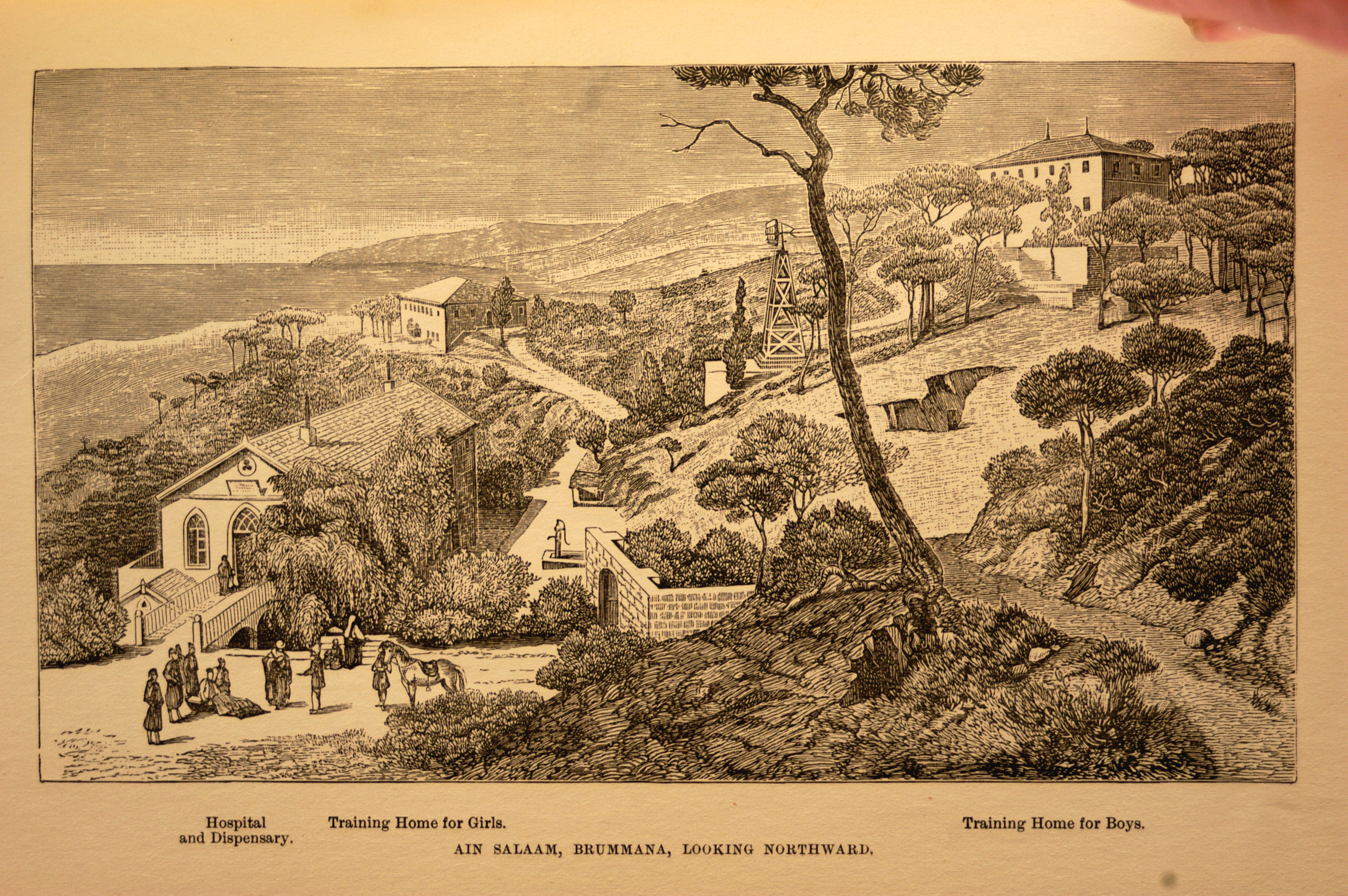
مدرسة برمانا الثانوية، حوالي عام 1886.

أسس المبشر السويسري ثيوفيليوس فلادمير من جمعية الأصدقاء الدينية هذه المدرسة عام 1873.
منحت وزارة التربية والتعليم في لبنان مدرسة برمانا الثانوية ترخيصاً واعتماداً لتكون مدرسة مختلطة ولتوفر التعليم لكافة المراحل بما في ذلك الحضانة والابتدائي والمتوسط والثانوي عام 1947.

## تاريخ المدرسة
ثيوفيليوس فلاديمير وهو مبشر سويسري-ألماني، جاء إلى جبل لبنان عام 1867، أثناء حكم الدولة العثمانية، وارتبط بعمل كمفتش للمدارس في بيروت والجبل ودمشق.
في فترة ما بين عامي 1869 و1874 افتتح إيليا صليبي أول مدرسة في برمانا، وهي قرية نائية تطل على بيروت (تبعد مسيرة 3 ساعات على ظهور الخيل)، وأسماها «محطة دارلنغتون» نسبة لدارلنجتون في إنجلترا وهي بلدة مؤسسي جمعية الأصدقاء الدينية.
عام 1873، أنشأ ثيوفيليوس فلاديمير مدرسة للبنات في برمانا من الأموال التي تبرع بها أصدقاؤه في سويسرا. قبل نهاية ذلك العام، زُوّد بالمزيد من الأموال التي مكنته من إنشاء مدرسة للأولاد. يشار إلى أن العديد من أبنية برمانا تعود لتلك الفترة، وقد بنيت من الحجر والبلاط أحمر اللون المحلي.
عام 1874، زار ثيوفيلوس فلاديمير بريطانيا لجمع الأموال للمدرسة من جمعية الأصدقاء، وعند عودته اشترى أرضاً قدرت مساحتها بنحو 20000 متر مربع عرفت باسم «بركة الغانم» تقع على أطراف برمانا، وقد كانت عبارة عن تلال مغطاة بأشجار الصنوبر والتين والتوت وفيها ينبوعي ماء.
وافقت بعثة أصدقاء سوريا التبشرية على الشراء ومنحت الأذن ببناء مدرسة للأولاد. وفي العام ذاته، سلم إيليا صليبي مدرسة محطة دارلنغتون إلى ثيوفيلوس فلاديمير.
عام 1876، افتتح مركز تدريب الأولاد (حالياً مدرسة برمانا الثانوية) في منزل مؤجر في برمانا، إلى أن جهز المبنى الجديد. وقد غير اسم الأرض من «بركة الغانم» إلى «عين السلام». خلال خمس سنوات، تطورت المدرسة لتضم 300 طالب، وهذا ما ساهم في محو الأمية ونشر أفكار جديدة في تلك المنطقة الجبلية المعزولة.
بدء استخدام مركز تعليم الأولاد الجديد عام 1878، وقد ضمّ المستوصف الوحيد في جبل لبنان أنذاك. لكن بعد ازدياد الأعمال الطبية فيه، نقل إلى موقع بديل عام 1881 وذلك في مصنع قديم للحرير، تم تحويله إلى مستشفى يتضمن 15 سريراً في طابقه الأرضي ومستوصف وعيادات خارجية في الطابق العلوي.
عام 1882، تم افتتاح مركز لتدريب الفتيات في برمانا.
ارتكز التدريس في المدرسة على مجموعة من مبادئ جمعية الأصدقاء، والتي تؤكد على عدم العنف والمساواة وروح التعاون والتشجيع على تحقيق أعلى المستويات. لم تنغمس المدرسة في أنشطة تبشيرية ولم يتم التأثير على معتقدات الطلاب ودياناتهم. كان من المتوقع أن يكون المدرسون من خارج مجموعة الأصدقاء متعاطفين مع الطلاب ويرتكزون في تعليمهم على المبادئ المذكورة أعلاه، لا سيما القيم الأخلاقية والتميّز الفكري واحترام الفرد والاعتماد على الذات.
عام 1889، تم ربط قرية برمانا بطريق النقل الجديدة التي تمتد من التل إلى بيروت، على الرغم من ذلك، كان الطلاب لا يزالون يصلون إلى المدرسة سيراً على الأقدام أو على ظهور الحمير. في مطلع القرن، بني في مدرسة برمانا أول ملعب للتنس الأرضي في منطقة الشرق الأوسط.